# Socket S1
Il Socket S1 è il socket utilizzato per le nuove CPU per PC portatili AMD Turion 64, Turion 64 X2 (dual core) e Athlon 64 mobile che ha sostituito il Socket 754. È stato lanciato il 17 maggio 2006 insieme al Socket AM2 (per CPU Desktop) e Socket F (per CPU Server).
Il Socket S1 include il supporto per memorie RAM DDR2 in Dual Channel, il supporto per CPU Dual Core (Turion 64 X2) e il supporto per la tecnologia di virtualizzazione Pacifica di AMD. Grazie all'implementazione di queste tecnologie AMD ha recuperato il divario tecnologico con il Socket 479 di Intel.
Il Socket S1 è di tipo PGA-ZIF con 638pin e supporta un bus di sistema di tipo HyperTransport da 800 MHz (1600 MHz con tecnologia DDR).
Il socket S1 nonostante non sia più all'altezza degli ultimi processori attualmente in commercio, continua ad essere montato su alcuni netbook di fascia alta, come il Ferrari One 200 prodotto da Acer.